# Марсонс, Карлис
Ка́рлис Ма́рсонс (латыш. Kārlis Mārsons, встречается вариант написания имени Карл Марсон; 13 мая 1941, Рига — 26 октября 1995, Рига) — советский и латвийский театральный режиссёр.

## Биография
Карлис Марсонс родился 13 мая 1941 года в Риге Латвийской ССР, ныне столице Латвийской Республики.
Окончил в 1967 году Ленинградский государственный институт театра, музыки и кинематографии (ЛГИТМиК).
После его окончания преподавал в городе Петрозаводске в студии актёрского мастерства Государственного Национального театра Республики Карелия, носившего в то время название Государственный Финский драматический театр. Принимал участие в постановках спектаклей этого театра.
Работал в Лиепайском государственном театре (1971—1974, 1984—1986), драматических театрах Кургана (Курганский государственный театр драмы) и Пензы (Пензенский областной драматический театр имени А. В. Луначарского). После возвращения в Латвию сотрудничал с вновь созданным в Риге Пардаугавским театром.
Сценографом многих работ режиссёра была его супруга — художник Тамара Юфа.
На пике творческой карьеры театрального режиссёра, имел пробный опыт работы в кино. На Рижской киностудии в 1977 году Карлис Марсонс снял комедию «Будьте моей тёщей» с актёром Рижского театра русской драмы Евгением Иванычевым в главной роли.
Карлис Марсонс умер 26 октября 1995 года в Риге.

## Театральные работы

### Государственный Финский драматический театр
- 1968 — «Привидения» Генрика Ибсена

### Лиепайский государственный театр
- 1971 — «Старики на уборке хмеля», мюзикл Вратислава Блажека и Ладислава Рихмана
- 1972 — «Ангелы ада» инсценировка повести Бориса Васильева «А зори здесь тихие»
- 1972 — «Любовь под вязами» Юджина О’Нила
- 1972 — «Рыбацкие рассказы» Е. Ансона
- 1973 — «Четвёртый позвонок, или Мошенник поневоле» Мартти Ларни
- 1973 — «Роза Бернд» Герхарта Гауптмана
- 1974 — «С любимыми не расставайтесь» Александра Володина
- 1984 — «Виндзорские насмешницы» Уильяма Шекспира
- 1985 — «Барон Бундул» Екаба Зейболтса

### Пардаугавский театр
- 1992 — «Игра с братом» Аншлава Эглитиса

## Фильмография
- Klusti mana sievasmate (1977)